# Рельєф Азербайджану

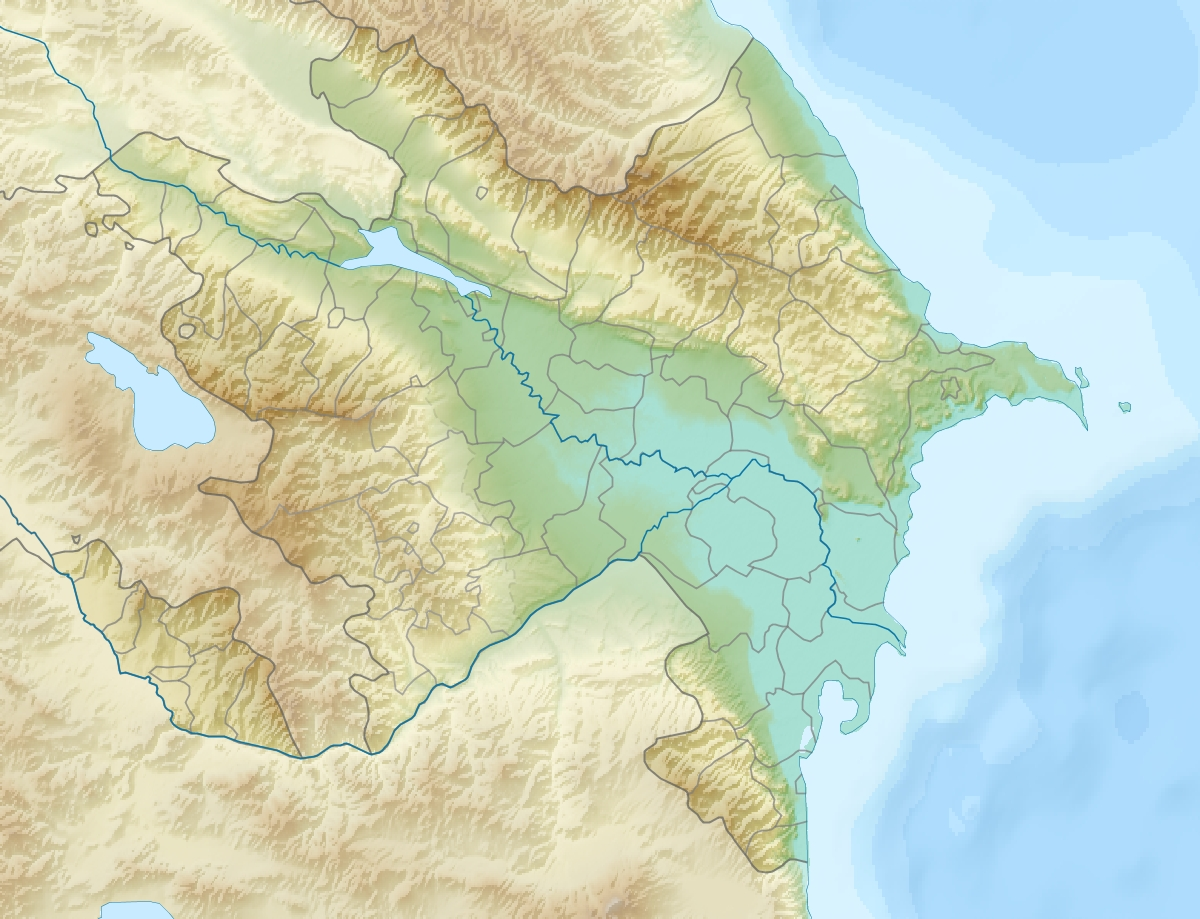
Рельєф Азербайджану

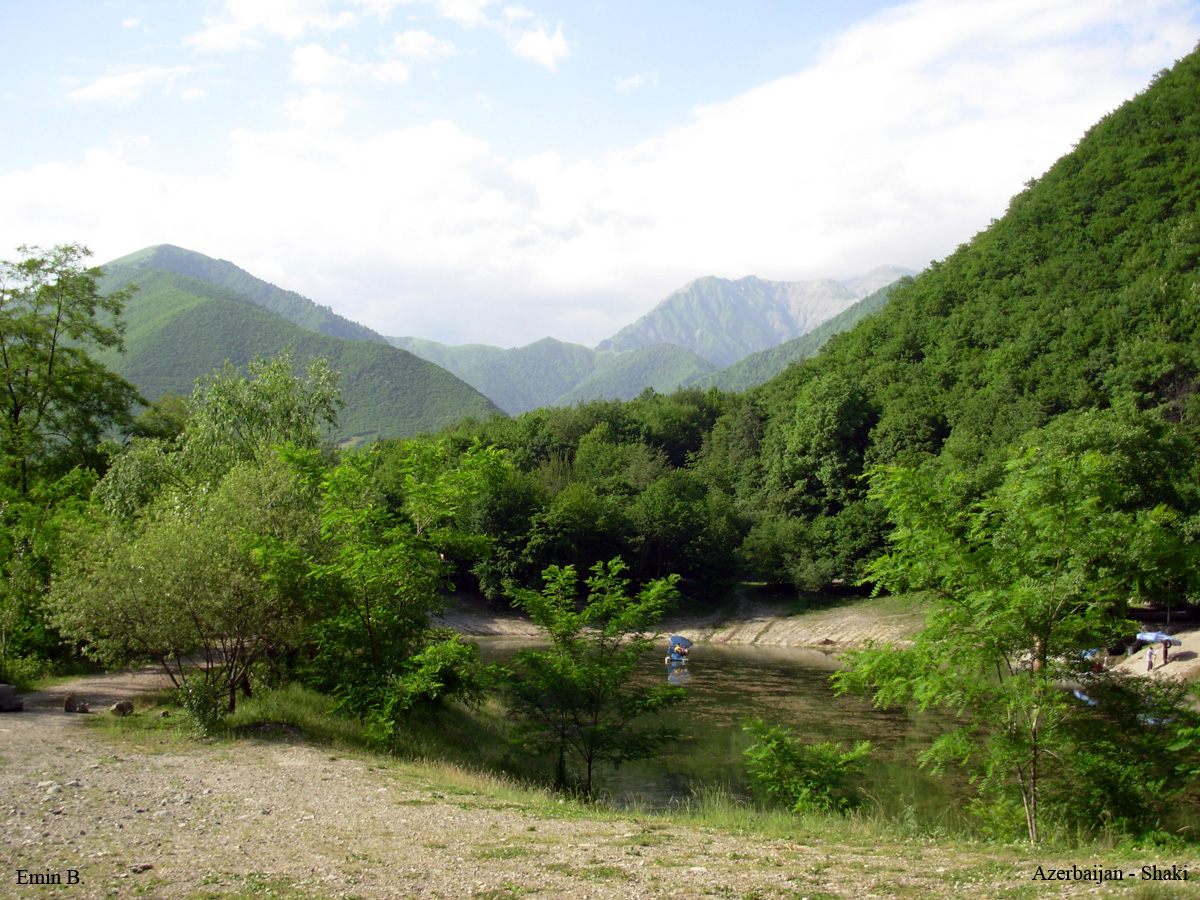
Гірський пейзаж, Шекінський район

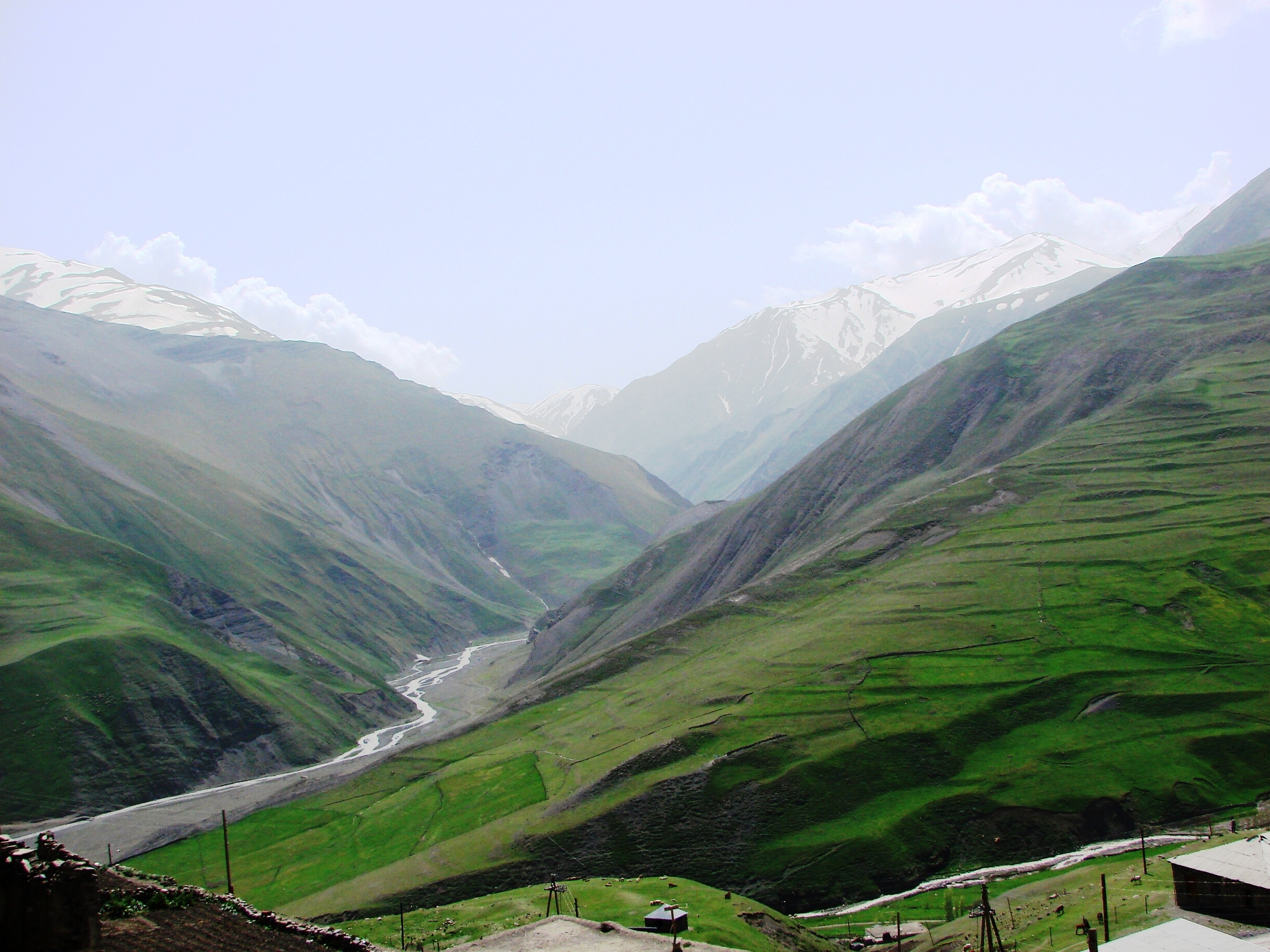
Високогірна село Хиналиг

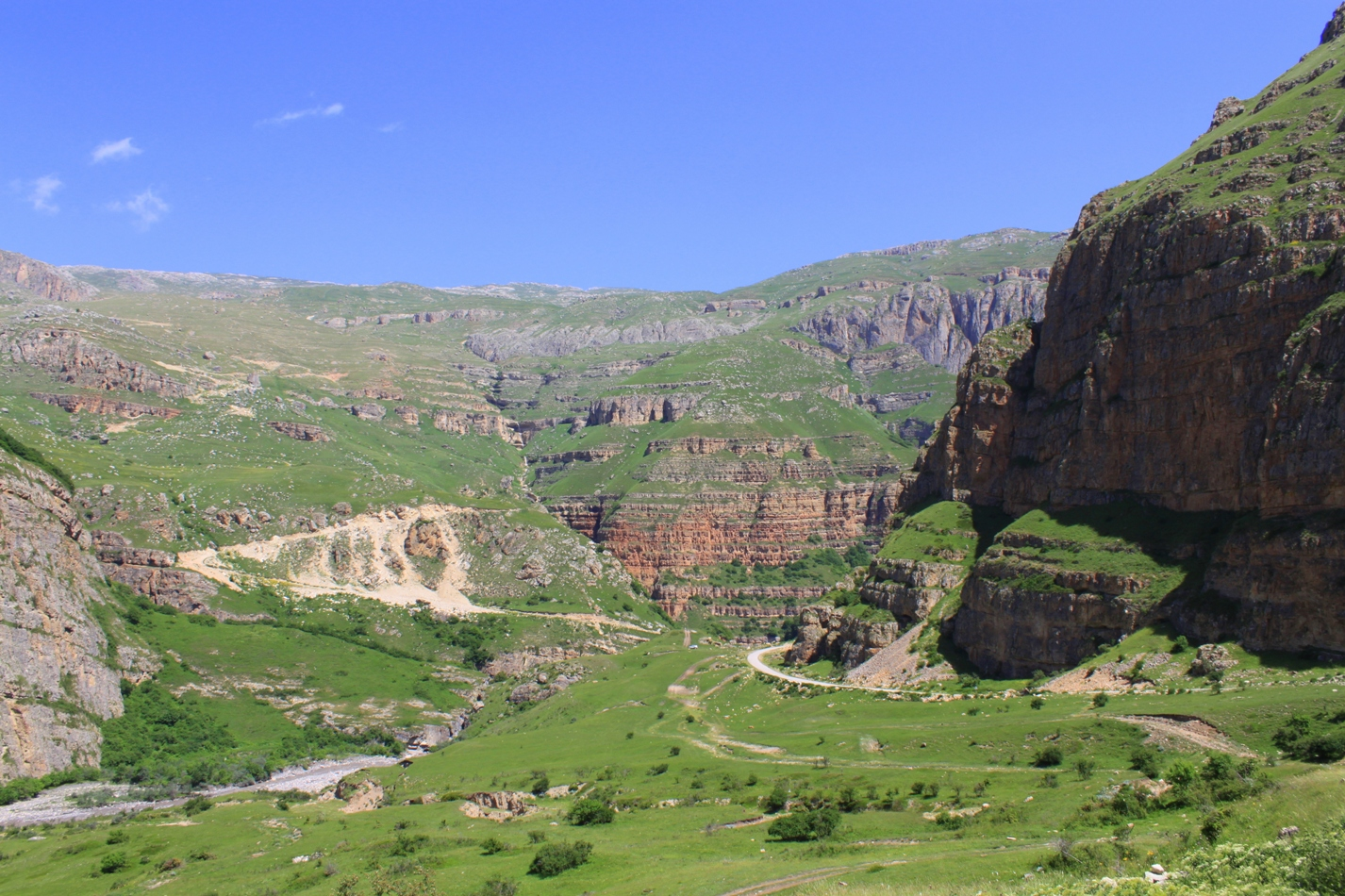
Гірський рельєф в Ґубинський районі

Рельєф Азербайджану дуже різноманітний. Тут переважають переважно дві форми рельєфу: низовини і високогір'я. Більше половини території Азербайджану займають гори, що відносяться до системи Великого Кавказу на півночі і Малого Кавказу на заході і південному заході. Разом з Талиськими горами, вони охоплюють Кура-Араксинськой низовина з півночі, заходу і південного сходу.
Середня височина республіки становить до 400 метрів. Амплітуда висот суші коливається від — 26, 5 м (Кура-Араксинська низовина) нижче рівня океану до 4466 м абсолютної висоти (вершина Базардюзю). Видно, що на території республіки різниця висоти становить 4500 метрів.
Ділянки, розташовані нижче рівня океану, складають 18 % загальної території республіки, ділянки висотою від 0 до 200 метрів — 24 %, 200—500 метрів — 15,5 %, 500—1000 метрів — 15,5 %, 1000—2000 — 19 , 5 %, 2000-3000 — 6,5 %, вище 3000 метрів — 1 %. Середня висота — 384 метри. Основними орографическими одиницями Азербайджанської Республіки є гірські системи Великого Кавказу, Малого Кавказу і Талиша, Самур-Дівічінского низовина (разом з Гусарської похилій рівниною), Куринська низовина.

## Рельєф
На території Азербайджану виділяють 5 різних за походженням типи рельєфу: У південно-східній частині Великого Кавказу є два гірських хребта: з вершиною Базардюзю (4466 метрів) Головний або вододільний, з вершиною Шахдаг (4244 метра) Великий або Бічний. На північний захід гірські хребти поступово зменшуються на 1000—700 метрів. Головний Кавказький хребет оточений передгір'ями: на північному заході — рівнинні луки, на південному сході — Гобустан, на південному заході — Алазань-Хафтаран, на північному сході — Гусарська похила рівнина.
Малий Кавказ охоплює південно-західну і західну частини республіки, має порівняно невеликий височиною, складається з ряду хребтів і лугів, є гірською територією зі складною структурою. Основними гірськими хребтами є Муровдаг, Шахдаг і Зангезур. Карабаське плоскогір'я, починаючи від півдня Муровдага до річки Аракс, знаходиться на дугоподібних конусах вимерлих вулканів і лаві четвертого періоду.
Талиські гори розташовані на південно-східній околиці країни і становлять перехідну ланку від гір Малого Кавказу до Ельбурскіх гір. Вони складаються з трьох основних гірських хребтів висотою 2477 метрів.
Кура-Араксинська низовина охоплює простір між Великим і Малим Кавказом, Талиськими горами. Будучи найбільшою на Південному Кавказі межгорной низовиною, вона займає центральну частину країни. Низовина між річками Кура і Аракс ділиться на 5 рівнин: Мугансую, Мильській, Карабаської, Ширванську і Сальянского.
На північ від Апшеронского півострова, на берегах Каспійського моря знаходиться Самур-Дівічінского низовина, яка спирається на Гусарську похилу рівнину. На південь від Апшеронского півострова, уздовж схилів Талиських гір, проходить вузька смуга Лянкяранської низовини. Велика частина Кура-Араксинськой, Самур-Дівічінского, Лянкяранської низовини, а також Апшеронского півострова знаходиться нижче океанського рівня (до -28 м).